# Route européenne 49
Pour les articles homonymes, voir E49 (homonymie) et Route 49.
La route européenne 49 (E49) est une route du réseau routier européen reliant Magdeburg à Vienne en passant par Karlovy Vary, Pilsen et České Budějovice. Cet itinéraire, d'une longueur totale de 759 km, traverse trois pays, l'Allemagne, la Tchéquie et l'Autriche.

## Tracé

### Allemagne
En Allemagne, la route E49 se confond avec :
| (Auto)route | Tracé                        | Villes traversées | Routes européennes croisées |
| ----------- | ---------------------------- | ----------------- | --------------------------- |
|             | Entre Magdebourg et Leipzig  | Halle-sur-Saale   | à Magdebourg                |
|             | Entre Leipzig et Schleiz     |                   | en commun à Gera            |
|             | Entre Schleiz et Plauen      |                   | à Plauen                    |
|             | Entre Plauen et Bad Brambach |                   |                             |

### Tchéquie
En Tchéquie, la route E49 se confond avec :
| (Auto)route | Tracé                                  | Villes traversées | Routes européennes croisées  |
| ----------- | -------------------------------------- | ----------------- | ---------------------------- |
|             | Entre Vojtanov et Egra                 |                   |                              |
|             | Entre Egra et Karlovy Vary             | Sokolov           | en commun à Karlovy Vary     |
|             | Entre Karlovy Vary et České Budějovice | Pilsen, Písek     | à Pilsen                     |
|             | Entre České Budějovice et Třeboň       |                   | à České Budějovice en commun |
|             | Entre Třeboň et Halámky                |                   |                              |

### Autriche
En Autriche, la route E49 se confond avec :
| (Auto)route | Tracé                         | Villes traversées | Routes européennes croisées |
| ----------- | ----------------------------- | ----------------- | --------------------------- |
|             | Entre Brand-Nagelberg et Horn | Schrems           |                             |
|             | Entre Horn et Stockerau       |                   |                             |
|             | Entre Stockerau et Vienne     |                   | en commun à Vienne          |